# Quo Vadis (film 1951)
Quo Vadis – amerykański film historyczny z 1951 roku w reżyserii Mervyna LeRoya nakręcony na podstawie powieści Henryka Sienkiewicza Quo vadis.

## Obsada
- Robert Taylor – Marek Winicjusz
- Deborah Kerr – Ligia
- Leo Genn – Petroniusz
- Peter Ustinov – Neron
- Patricia Laffan – Poppea Sabina
- Finlay Currie – Piotr
- Abraham Sofaer – Paweł
- Marina Berti – Eunice
- Buddy Baer – Ursus
- Felix Aylmer – Aulus Plaucjusz
- Nora Swinburne – Pomponia Grecyna
- Ralph Truman – Tygellinus
- Norman Wooland – Nerwa
- Peter Miles – Nazariusz
- Geoffrey Dunn – Terpnos
- D.A. Clarke-Smith – Faon
- Rosalie Crutchley – Akte
- John Ruddock – Chilon
- Arthur Walge – Kroton
- Elspeth March – Miriam
- Strelsa Brown – Rufia
- Alfredo Varelli – Lukan
- William Tubbs – Anaksander
- Pietro Tordi – Galba
- Nicholas Hannen – Seneka
- Bud Spencer – strażnik
- Walter Pidgeon – narrator
- Sophia Loren – niewolnica (nie występuje w napisach)[1]
- Elizabeth Taylor – chrześcijanka uwięziona na arenie (nie występuje w napisach)[1]

## Nagrody
- Złoty Glob:
  - Najlepszy aktor drugoplanowy – Peter Ustinov
  - Najlepszy film dramatyczny (nominacja)
- Nagroda Akademii Filmowej:
  - Najlepszy film (nominacja)
  - Najlepszy aktor drugoplanowy – Leo Genn (nominacja)
  - Najlepszy aktor drugoplanowy – Peter Ustinov (nominacja)
  - Najlepsza muzyka w dramacie lub komedii – Miklós Rózsa (nominacja)
  - Najlepsza scenografia – filmy kolorowe (nominacja)
  - Najlepsze kostiumy – filmy kolorowe (nominacja)
  - Najlepsze zdjęcia – filmy kolorowe (nominacja)
  - Najlepszy montaż – Ralph E. Winters (nominacja)